# Prjamitsyno
Prjamitsyno (Russisch: Прямицыно) is een nederzetting met stedelijk karakter in de Russische oblast Koersk, district Oktjabrski. De plaats is het administratieve centrum van de district Oktjabrski en de gorodskoje poselenieje Prjamitsyno.

## Geografie
Prjamitsyno ligt op het Centraal-Russisch Plateau, op de Sejm (de linker zijrivier van de Desna), 15 km ten zuidwesten van Koersk.

### Klimaat
Net als in de rest van het district, is het lokale klimaat vochtig continentaal, met significante regenval gedurende het hele jaar (Dfb volgens de klimaatclassificatie van Köppen).
|                                         | jan  | feb  | mrt | apr | mei  | jun  | jul  | aug  | sep  | okt  | nov  | dec  |
| --------------------------------------- | ---- | ---- | --- | --- | ---- | ---- | ---- | ---- | ---- | ---- | ---- | ---- |
| Gemiddelde maximale dagtemperatuur (°C) | -4,2 | -3,2 | 2,7 | 13  | 19,4 | 22,7 | 25,3 | 24,6 | 18,2 | 10,5 | 3,3  | -1,2 |
| Gemiddelde minimale dagtemperatuur (°C) | -8,7 | -8,8 | -5  | 2,7 | 9,1  | 13   | 15,8 | 14,9 | 9,7  | 3,9  | -1,2 | -5,4 |
| Gemiddelde neerslag in (mm)             | 51   | 45   | 47  | 50  | 62   | 71   | 73   | 55   | 59   | 59   | 47   | 49   |
| Gemiddelde regendagen                   | 8    | 8    | 8   | 7   | 8    | 9    | 9    | 6    | 7    | 7    | 7    | 9    |

## Inwonersontwikkeling
| Jaar | Aantal inwoners |
| ---- | --------------- |
| 1959 | 2014            |
| 1979 | 4621            |
| 1989 | 5821            |
| 2002 | 5239            |
| 2009 | 5407            |
| 2010 | 5094            |
| 2012 | 5145            |
| 2013 | 5201            |
| 2014 | 5233            |
| 2015 | 5314            |
| 2016 | 5361            |
| 2017 | 5395            |
| 2018 | 5381            |
| 2019 | 5316            |
| 2020 | 5278            |
| 2021 | 5301            |

Opmerking: Volkstelling

## Economie en infrastructuur
De plaats heeft de volgende straten: 1. Novogodnjaja, 2. Novogodnjaja, Froektovaja, Joebilejnaja, Joezjnaja, Joerija Charlanova, Kolchoznaja, Kommoenistitsjeskaja, pereoelok Kommoenistitsjesky, Komsomolskaja, Loegovaja, Mirnaja, Molodjozjnaja, Nadezjdy, Novaja, pereoelok Novogodny, Oktjabrskaja, Pervomajskaja, Polevaja, Potsjtovaja, Privokzalnaja, Projektnaja, Rabotsjaja, pereoelok Rabotsjy, Razdelnaja, Sadovaja, Severnaja, Sejmskaja, Sjkolnaja, Sovetskaja, Solnetsjnaja, pereoelok Sportivny, Stroitelej, Tsentralnaja en Zavodskaja (1264 huizen).

### Verkeer
Prjamitsyno ligt 7,5 km van de federale autoweg M-2 of Krim. Er is hier een treinstation Djakonovo.
1. Malaja Dolzjenkova · 2. Malaja Dolzjenkova · Adojeva · Aleksejevka · Aljabjeva · Anachina · Andrianovka · Artjoechovka · Avdejeva · Balytsjevo · 
Bolsjoje Dolzjenkovo · Bolsjoje Gostevo · Bolsjoje Oemrichino · Bykanovo · Djakonovo · Djoemina · Dmitrijevka · Dontsy · Filippova · Gorboelino · Gremjatsjka · Iljitsja · Jakovlevka · Jaksjina · Joerjevka · Kalinovka · Katyrina · Kolosovka · Korabljova · Kosinova · Koerjanov · Lebedin · Lipina · Ljoettsjina · Lobazovka · Lozovskoje · Malaja Gosteva · Malaja Oemrichina · Maljoetina · Maslova · Michajlovka · Mitrofanova · Nikolskoje · Nizjnjaja Gorboelina · Nizjnjaja Malychina · Nizjnjaja Mazneva · Nizjnjaja Plaksina · Nizjnjaja Vorobzja · Ochotsjevka · Ozerki · Perkova · Pervomajski · Plotava · Pokrovski · Pokrovskoje · Polovneva · Pozdnjakova · Provotorova · Prjamitsyno · Pyzjova · Repina · Reoetova · Rojkovo · Rozjkova · Sjatov · Sjoeklinka · Sejmski · Semenichina · Skripkin · Soboleva · Sokolovka · Sorokina · Sovetskaja Derevnja · Starkovo · Stojanova · Stresjnevka · Stresjnevski · Soechodolovka · Sviridova · Tsjerkassy · Tsjermosjnoj · Tsjernitsyno · Vanina · Verchnije Postojalyje Dvory · Verchnjaja Gorboelina · Verchnjaja Malychina · Verchnjaja Mazneva · Voloboejevo ·  Zakoebanovka · Zaretsje · Zjoeravlinka · Zjoeravlino · Zjoeravlinski